# 雞冠多角海蛞蝓
鸡冠多角海蛞蝓（學名：Nembrotha cristata）是一個多彩的海蛞蝓物種，屬於多角海蛞蝓科之下的一個海洋裸鰓目腹足綱軟體動物。

## 型態描述
本物種是一種有着綠色疣突、黑色外套膜的海蛞蝓，成年後體長可達50 mm。

## 分佈
生活於印度洋-西太平洋熱帶海域，包括日本、台灣的綠島、菲律賓、西沙群島、馬來西亞、印尼、東帝汶、澳洲、巴布亞紐幾內亞、索羅門群島、關島及馬爾地夫的海域，模式產地位於菲律賓。
棲息於水深3米到20米的岩礁或珊瑚礁，壽命約有一年。

## 生物學
以苔蘚蟲、海鞘及其他裸鰓類為食。

## 外部連結
- 維基物種上的相關：雞冠多角海蛞蝓
- Photographs at Sea Slugs of the Mediterranean Sea and Elsewhere （页面存档备份，存于）
- Video （页面存档备份，存于） - Taken in Bali, Indonesia